# Microleo
Microleo es un género extinto de mamífero marsupial tilacoleónido que vivió a principios del Mioceno en Australia, hace unos 18 millones de años. La especie tipo y única descrita, Microleo attenboroughi es conocida a partir de un hueso palatal roto que preserva una fila incompleta de dientes posteriores que preservan características diagnósticas de los Thylacoleonidae, hallado en un área de estratos del Mioceno en el conocido yacimiento fósil de Riversleigh, en Queensland.
La anatomía de Microleo sugiere que es el miembro más basal de todos los tilacoleónidos, y que estos "leones marsupiales" en conjunto son vombatomorfos basales que conforman el taxón hermano de todos los demás miembros del clado Vombatomorphia.